# Christian Gow
Christian Gow (* 28. März 1993 in Calgary, Alberta) ist ein ehemaliger kanadischer Biathlet. Er startete seit 2015 im Weltcup und nahm an insgesamt acht Weltmeisterschaften teil. Sein größter Erfolg ist der Gewinn der Bronzemedaille mit der Herrenstaffel bei den Weltmeisterschaften 2016.

## Sportliche Laufbahn

### Anfänge
Christian Gow gab sein internationales Debüt im Rahmen der Jugendweltmeisterschaften 2010 in Torsby, wo er 23. des Einzels sowie 16. des Sprints wurde und mit der kanadischen Staffel um Edouard Côté und Aaron Gillmor den achten Platz erreichte. Zwei Jahre später verpasste er bei seiner dritten Teilnahme als Elfter des Einzels nur um einen Rang die Top Ten, national ergatterte er 2011 bei den kanadischen Meisterschaften in Charlo mit der Jugendstaffel den Titel. In der Saison 2012/13 debütierte der Kanadier in seiner Heimatstadt Canmore bei den Männern im Biathlon-NorAm-Cup. In seinem ersten Sprint verpasste er als Viertplatzierter noch knapp das Podest, gewann aber daraufhin das Verfolgungsrennen und schlug unter anderem mit Wynn Roberts einen Olympiateilnehmer der vorherigen Olympischen Winterspiele und mit Vincent Blais den Gesamtsieger der Rennserie aus dem Vorjahr. Sein Debüt im IBU-Cup gab Gow im November 2013 in Idre und erreichte kurz darauf mit einem 31. Rang auch erstmals die Punkteränge. Bei seinen letzten Juniorenweltmeisterschaften erzielte der Kanadier gleichzeitig sein bestes Individualergebnis, im Einzel belegte er den sechsten Rang.

### Weltcupdebüt und WM-Medaille
Ein deutlicher Leistungsschub im Sommer 2014 führte dazu, dass Gow zu Beginn der Saison 2014/15 erste Spitzenresultate im IBU-Cup erzielte. In Obertilliach lief er im Sprint auf Rang acht sowie zwei weitere Male in die Top 20, daraufhin gab er in Oberhof seinen Einstand im Weltcup und lief, als Startläufer eingesetzt, mit der Männerstaffel um Nathan Smith, Marc-André Bédard und Macx Davies bei schwierigen Bedingungen sofort auf den achten Platz; im Sprint belegte er Rang 48. Noch weiter vorn konnten sich die Kanadier in Oslo als Fünfte des Wettkampfes platzieren, am Saisonende nahm Gow daraufhin in Kontiolahti an seinen ersten Weltmeisterschaften teil. Seine ersten Weltcuppunkte gewann er im Dezember 2015 als 39. der Verfolgung von Hochfilzen, im selben Winter lief er noch zwei weitere Male unter die besten 40. Bei den Weltmeisterschaften 2016 kam der damals 22-Jährige lediglich im Einzel zum Einsatz. Trotzdem war er wie gewohnt Startläufer der kanadischen Herrenstaffel, der weiterhin noch Nathan Smith, Gows Bruder Scott und Brendan Green angehörten und gewann hinter den Teams aus Norwegen und Deutschland überraschend die Bronzemedaille. Dies stellte die erste WM-Mannschaftsmedaille für Kanada in der Geschichte dar.
Im Folgewinter stellte Gow mehrere Bestmarken in Einzelrennen auf, darunter auch einen 23. Rang im Verfolgungsbewerb bei den Weltmeisterschaften 2017. Die WM-Staffel schlossen die kanadischen Herren, mit Macx Davies an Stelle von Nathan Smith, lediglich auf Rang 13 ab, im Gesamtklassement der Saison belegte Gow immerhin Rang 59. In der Saison 2017/18 gelang es ihm, seine Leistungen zu stabilisieren und recht konstant in die Punkteränge der besten 40 Athleten zu laufen. In den Einzelwettkämpfen stellten zwei 21. Ränge die Bestresultate dar, zudem nahm der Kanadier als bereits führender Athlet seines Teams an den Olympischen Winterspielen 2018 in Pyeongchang teil. Dabei belegte er im Einzel den 26. Rang und mit der Männerstaffel Platz elf.

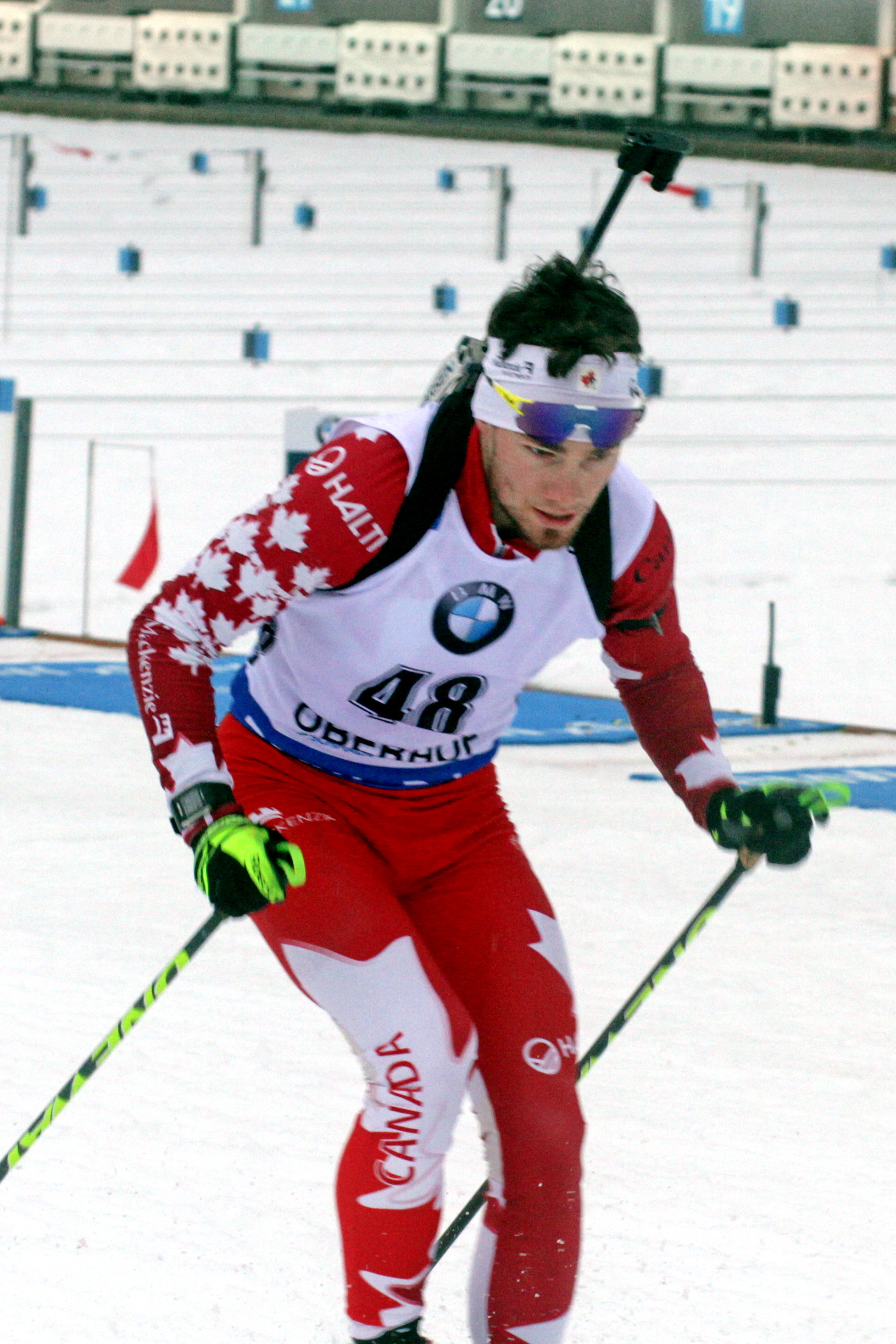
Gow 2018 beim Weltcup in Oberhof

### Führende Kraft im kanadischen Team
Die stärkste Saison seiner Karriere absolvierte Christian Gow im Winter 2018/19, dabei musste er nahezu im Alleingang die Rücktritte Brendan Greens und Nathan Smiths kompensieren. Auf der Pokljuka-Hochebene gelang es ihm mit den Plätzen 16, 17 und 14 erstmals, Top-20-Ergebnisse aufzustellen, im Saisonverlauf lief er neun weitere Male in die Punkteränge und verbesserte seine persönlichen Bestleistungen mehrfach. Insgesamt konnte sich der Kanadier für drei Massenstarts qualifizieren, belegte bei seinem Heimweltcup in Canmore Anfang Februar 2019 Platz zehn im verkürzten Einzel und lief kurz darauf in Soldier Hollow, von Rang 44 startend, nach einer bemerkenswerten Aufholjagd in der Verfolgung bis auf Rang 8 und damit seinem bis zum Karriereende besten Individualergebnis. Am Ende des Winters resultierte somit Platz 32 in der Weltrangliste. Nach einer von Enttäuschungen geprägten Saison 2019/20, wo als einzig nennenswerte Ergebnisse zwei vierte Plätze in Staffelbewerben – zunächst in Hochfilzen mit Jules Burnotte, Scott Gow und Aidan Millar, später auf der Pokljuka an der Seite von Emma Lunder – zu Buche standen, kam Gow mit der Saison 2020/21 wieder in Fahrt. Im Verlauf des Winters lief er neunmal unter die besten 30, erreichte mit Staffeln fünfmal die Top 10, und erreichte bei den Weltmeisterschaften 2021 als Folge eines guten Sprintwettkampfes nach längerer Zeit wieder einen Massenstart, den er als Elfter abschloss.
Auch 2021/22 wusste Gow zu überzeugen: Zunächst stellte er beim saisoneröffnenden Einzel in Östersund als Zehnter sein zweitbestes Karriereergebnis ein, einen weiteren Massenstart bestritt er kurz vor Saisonende in Otepää und beendete diesen als 17. der dreißig Athleten. Die meiste Aufmerksamkeit bekam er allerdings bei den Olympischen Spielen, für die Gow als bester Athlet seiner Nation nominiert wurde. Nach den Rängen 12 und 24 in Sprint und Einzel qualifizierte er sich als einer von drei Kanadiern für den Massenstart. Dort führte er nach dem ersten Schießdurchgang an der Seite seines Bruders Scott das Feld an, musste beim letzten Schießen allerdings drei Strafrunden drehen und fiel somit auf Platz 13 zurück. Weniger beeindruckende Ergebnisse brachte die Saison 2022/23 hervor. Gow erzielte als 17. des Sprints von Antholz einen Top-20-Platz, lief im weiteren Saisonverlauf recht konstant in die Punkteränge und belegte bei den Weltmeisterschaften in Oberhof Rang acht mit der Mixedstaffel. Der Winter 2023/24 endete für den Mann aus Canmore hingegen wenig erfolgreich, über die gesamte Saison gesehen beendete er gerade einmal zwei Wettkämpfe unter den besten 40, hatte vor allem im läuferischen Bereich merkbare Defizite und schnitt auch bei den Weltmeisterschaften ohne nennenswerten Erfolg ab.
Im April 2024 gab Christian Gow nach zehn Saisons und knapp 200 Weltcupstarts im Alter von 31 Jahren sein Karriereende bekannt.

## Leistungen in den Teildisziplinen
Gows deutlich stärkere Teildisziplin war das Schießen. Seine höchste Quote erzielte er in der Saison 2017/18, als der Kanadier 90,9 % aller Schüsse traf; lediglich 2019/20 und 2022/23 fiel die Gesamttrefferquote unter 83 Prozent. Im Gegensatz dazu erreichte er im Laufen nie Spitzenwerte, hier datierte Gows Bestwert aus der Saison 2020/21, wo er etwa einen halben Prozentpunkt langsamer als der durchschnittliche Weltcupathlet war. Dieses Defizit verbaute ihm immer wieder die Möglichkeit, auch in Sprintrennen vordere Platzierungen zu erreichen.

## Persönliches
Christian Gow ist mit seiner Teamkollegin Emma Lunder in einer Beziehung. Sein knapp zweieinhalb Jahre älterer Bruder Scott verfolgte ebenfalls eine Biathlonkarriere.

## Statistiken

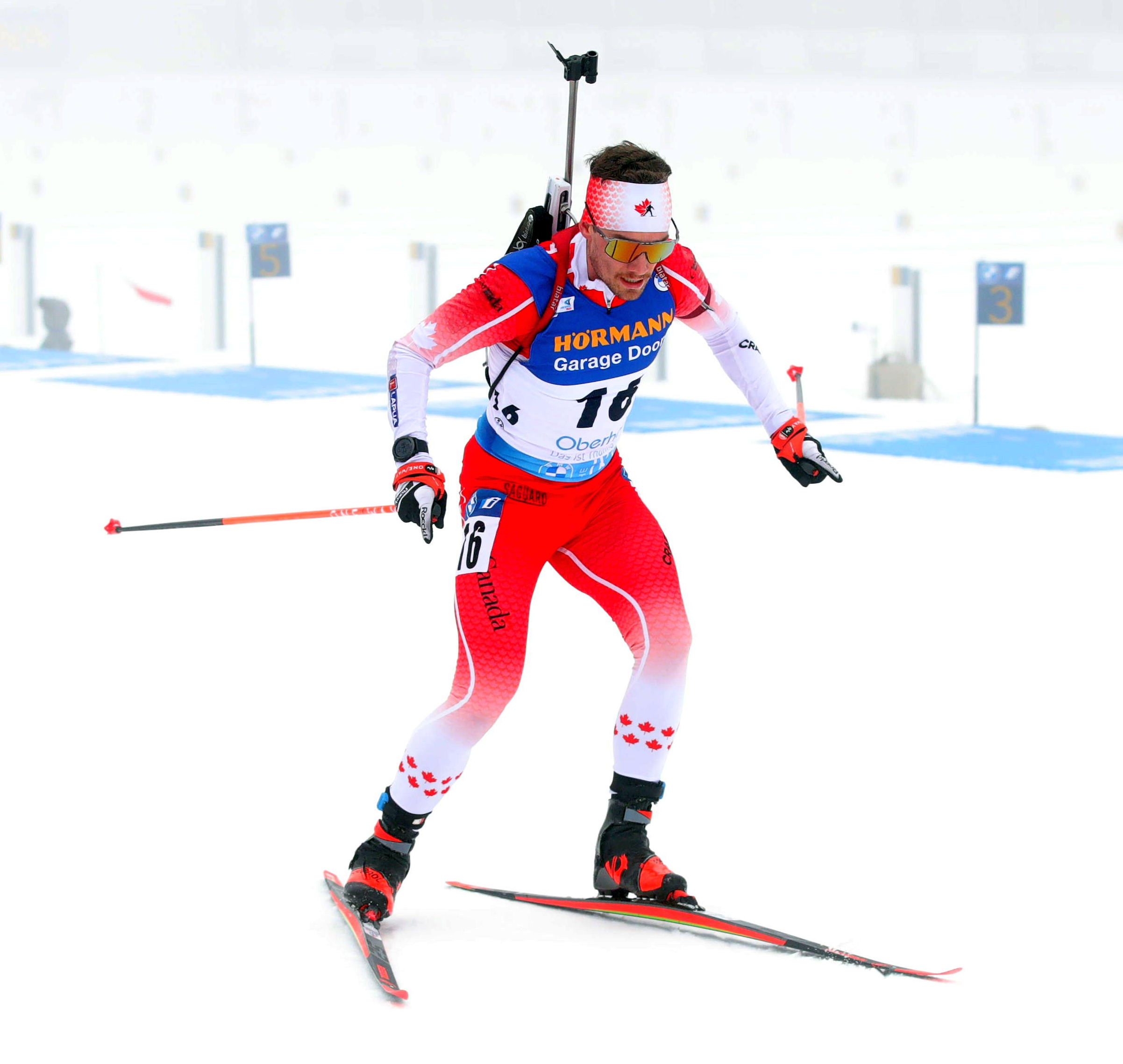
Gow bei den Weltmeisterschaften 2023

### Weltcupplatzierungen
Die Tabelle zeigt alle Platzierungen (je nach Austragungsjahr einschließlich Olympische Spiele und Weltmeisterschaften).
- 1.–3. Platz: Anzahl der Podiumsplatzierungen
- Top 10: Anzahl der Platzierungen unter den ersten zehn (einschließlich Podium)
- Punkteränge: Anzahl der Platzierungen innerhalb der Punkteränge (einschließlich Podium und Top 10)
- Starts: Anzahl gelaufener Rennen in der jeweiligen Disziplin
- Staffel: inklusive Mixed- und Single-Mixed-Staffeln

| Platzierung | Einzel | Sprint | Verfolgung | Massenstart | Staffel | Gesamt |
| ----------- | ------ | ------ | ---------- | ----------- | ------- | ------ |
| 1. Platz    |        |        |            |             |         |        |
| 2. Platz    |        |        |            |             |         |        |
| 3. Platz    |        |        |            |             | 1       | 1      |
| Top 10      | 2      |        | 1          |             | 28      | 31     |
| Punkteränge | 11     | 22     | 25         | 5           | 64      | 127    |
| Starts      | 25     | 66     | 34         | 5           | 64      | 194    |

### Weltcupwertungen
Ergebnisse bei Biathlon-Weltcups (Disziplinen- und Gesamtweltcup) gemäß Punktesystem
| Saison  | Einzel | Einzel | Sprint | Sprint | Verfolgung | Verfolgung | Massenstart | Massenstart | Gesamt | Gesamt |
| Saison  | Platz  | Punkte | Platz  | Punkte | Platz      | Punkte     | Platz       | Punkte      | Platz  | Punkte |
| ------- | ------ | ------ | ------ | ------ | ---------- | ---------- | ----------- | ----------- | ------ | ------ |
| 2015/16 | –      | –      | 79.    | 11     | 78.        | 2          | –           | –           | 86.    | 13     |
| 2016/17 | –      | –      | 68.    | 17     | 48.        | 41         | –           | –           | 59.    | 58     |
| 2017/18 | 51.    | 7      | 60.    | 31     | 38.        | 52         | –           | –           | 49.    | 90     |
| 2018/19 | 15.    | 56     | 40.    | 53     | 30.        | 95         | 29.         | 44          | 32.    | 248    |
| 2019/20 | 40.    | 21     | –      | –      | –          | –          | –           | –           | 74.    | 21     |
| 2020/21 | 41.    | 23     | 36.    | 68     | 28.        | 76         | 32.         | 30          | 34.    | 200    |
| 2021/22 | 22.    | 35     | 56.    | 41     | 66.        | 14         | 35.         | 24          | 42.    | 114    |
| 2022/23 | 51.    | 13     | 42.    | 35     | 42.        | 40         | –           | –           | 43.    | 88     |
| 2023/24 | 60.    | 4      | –      | –      | 76.        | 3          | –           | –           | 82.    | 7      |

### Olympische Winterspiele
Ergebnisse bei Olympischen Winterspielen:
|                                             | Einzelwettbewerbe | Einzelwettbewerbe | Einzelwettbewerbe | Einzelwettbewerbe | Staffelwettbewerbe | Staffelwettbewerbe |
| Einzel                                      | Sprint            | Verfolgung        | Massenstart       | Herrenstaffel     | Mixedstaffel       |                    |
| ------------------------------------------- | ----------------- | ----------------- | ----------------- | ----------------- | ------------------ | ------------------ |
| Olympische Winterspiele 2018 \| Pyeongchang | 26.               | 62.               | –                 | –                 | 11.                | 12.                |
| Olympische Winterspiele 2022 \| Peking      | 24.               | 12.               | 35.               | 13.               | 6.                 | 14.                |

### Biathlon-Weltmeisterschaften
Ergebnisse bei Weltmeisterschaften:
| Weltmeisterschaften | Weltmeisterschaften | Einzelwettbewerbe | Einzelwettbewerbe | Einzelwettbewerbe | Einzelwettbewerbe | Staffelwettbewerbe | Staffelwettbewerbe | Staffelwettbewerbe |
| Jahr                | Ort                 | Einzel            | Sprint            | Verfolgung        | Massenstart       | Herrenstaffel      | Mixedstaffel       | S.-M.-Staffel      |
| ------------------- | ------------------- | ----------------- | ----------------- | ----------------- | ----------------- | ------------------ | ------------------ | ------------------ |
| 2015                | Kontiolahti         | 65.               | 73.               | –                 | –                 | 19.                | –                  | nicht ausgetragen  |
| 2016                | Oslo                | 46.               | –                 | –                 | –                 | 3.                 | –                  | nicht ausgetragen  |
| 2017                | Hochfilzen          | DNF               | 32.               | 23.               | –                 | 13.                | –                  | nicht ausgetragen  |
| 2019                | Östersund           | DNF               | 84.               | –                 | –                 | 13.                | 16.                | –                  |
| 2020                | Antholz             | 20.               | 65.               | –                 | –                 | 14.                | 14.                | 8.                 |
| 2021                | Pokljuka            | 72.               | 16.               | 29.               | 11.               | 12.                | 8.                 | 8.                 |
| 2023                | Oberhof             | 89.               | 92.               | –                 | –                 | 11.                | 8.                 | –                  |
| 2024                | Nové Město          | 44.               | 78.               | –                 | –                 | 19.                | 13.                | –                  |

### Jugend-/Juniorenweltmeisterschaften
Gow nahm bis 2012 an den Jugend-, ab 2013 an den Juniorenwettkämpfen teil.
| Weltmeisterschaften | Weltmeisterschaften | Einzelwettbewerbe | Einzelwettbewerbe | Einzelwettbewerbe | Herrenstaffel |
| Jahr                | Ort                 | Einzel            | Sprint            | Verfolgung        | Herrenstaffel |
| ------------------- | ------------------- | ----------------- | ----------------- | ----------------- | ------------- |
| 2010                | Torsby              | 23.               | 26.               | 45.               | 8.            |
| 2011                | Nové Město          | 53.               | 40.               | 27.               | 7.            |
| 2012                | Kontiolahti         | 11.               | 26.               | 15.               | 9.            |
| 2013                | Obertilliach        | 36.               | 14.               | 16.               | 7.            |
| 2014                | Presque Isle        | 6.                | 21.               | 21.               | 6.            |